# Шкурдюк, Артём Юрьевич
Артём Юрьевич Шурдюк (бел. Арцём Юр’евіч Шкурдзюк; род. 20 августа 1998, Минск) — белорусский футболист, выступавший на позиции защитника.

## Клубная карьера
Он начал заниматься футболом в школе «Трактор» в Минске и с юных лет присоединился в структуру БАТЭ. В 2016 году начал играть за дубль клуба, где сразу же зарекомендовал себя в команде, также играл в Юношеской лиге УЕФА.
В 2017 году попал в основу борисовской команды. 7 июля 2017 года он дебютировал в основном составе БАТЭ, выйдя на замену во второй половине матча Кубка Беларуси против «Немана-Агро» (5:1). В сезоне 2018 года он стал чаще попадать в заявку основного состава, а 28 мая 2018 года дебютировал в Высшей лиге, сыграв все 90 минут в матче с «Ислочью» (1:1).
В августе 2018 года был отдан в аренду в «Энергетик-БГУ». Стал основным защитником столичного клуба, помог команде выйти в Высшую лигу в сезоне 2018. В январе 2019 года срок аренды был продлен на весь сезон 2019. В декабре 2019 года стало известно, что защитник останется в аренде в столичном клубе на сезон 2020. В январе 2021 года срок аренды продлен до конца сезона 2021, однако защитник почти не появлялся на поле из-за травмы. В декабре по окончании аренды вернулся в БАТЭ. В январе 2022 года покинул клуб и провёл год в роли свободного агента восстанавливаясь от травмы.
В январе 2023 года футболист перешёл в «Гомель». Сам футболист находился в распоряжении клуба с сентября 2022 года, тренируясь по индивидуальной программе. Сезон начал 25 февраля 2023 года в матче за Суперкубок Беларуси, где с минимальным счётом уступили солигорскому «Шахтёру», однако сам футболист остался на скамейке запасных. Первый матч в чемпионате сыграл 9 апреля 2023 года против гродненского «Немана». В январе 2024 года футболист завершил профессиональную карьеру в возрасте 25 лет.

### Статистика
| Сезон    | Дивизион | Клуб          | Страна        | Матчи | Голы |
| -------- | -------- | ------------- | ------------- | ----- | ---- |
| 2016     | дубль    | БАТЭ          | Флаг Беларуси | 20    | 5    |
| 2017     | дубль    | БАТЭ          | Флаг Беларуси | 28    | 5    |
| 2018 (1) | Д1       | БАТЭ          | Флаг Беларуси | 1     | 0    |
| 2018     | Д2       | Энергетик-БГУ | Флаг Беларуси | 11    | 0    |
| 2019     | Д1       | Энергетик-БГУ | Флаг Беларуси | 28    | 1    |
| 2020     | Д1       | Энергетик-БГУ | Флаг Беларуси | 25    | 0    |
| 2021     | Д1       | Энергетик-БГУ | Флаг Беларуси | 2     | 1    |

## Карьера за сборную
14 ноября 2018 года он дебютировал в составе молодежной сборной Беларуси, выйдя на замену во втором тайме товарищеского матча против Хорватии (1:3).